# Таттинський улус
Таттинський улус (якут. Таатта улууһа, рос. Таттинский улус) — муніципальний район у центральній частині Республіки Саха (Якутія). Адміністративний центр — с. Итик-Кюйоль. Утворений у 1930 році.

## Населення
Населення району становить 16 294 особи (2014).

## Адміністративний поділ
Район адміністративно поділяється на 14 муніципальних утворень, що об'єднують 15 населених пунктів.